# متروی کرمانشاه
قطار شهری کرمانشاه سیستم قطار سبک شهری در شهر کرمانشاه است که هم اکنون در حال ساخت است. سازمان حمل و نقل ریلی کرمانشاه مسئولیت مدیریت ساخت و بهره‌برداری از حمل و نقل ریلی درون‌شهری کرمانشاه را بر عهده دارد.

## تاریخچه پروژه
بحث حمل و نقل ریلی در شهر کرمانشاه برای نخستین بار در سال ۱۳۷۸ در زمان استانداری محمدحسین مقیمی به صورت پروژه تراموای کرمانشاه مطرح شد. با این حال تلاش جدی برای پیگیری بودجه و تعریف طرح انجام نگرفت.
مطالعات طرح جامع حمل و نقل و ترافیک شهر کرمانشاه در سال ۸۴ توسط شرکت حمل و نقل و ترافیک تهران انجام گرفت و در جلسه شصت و دوم شورای عالی ترافیک شهرهای کشور مورخ ۱۳۸۴/۱۲/۲ به تصویب رسید. پس از آن سازمان قطار شهری کرمانشاه در ۱۵ تیر ۸۷ تأسیس شد که بعداً به سازمان حمل و نقل ریلی کرمانشاه تغییر نام داد.
در سال ۸۵ و در جریان سفر محمود احمدی‌نژاد به کرمانشاه در چارچوب دور اول سفرهای استانی ریاست جمهوری و در زمان استانداری عبدالمجید غفوری روزبهانی، خط ریلی کرمانشاه به طول ۵/۱۳ کیلومتر در شصت و هفتمین جلسه شورای عالی ترافیک به صورت مترو (و بدون رجحان مونوریل) به تصویب رسید. همچنین در ۲۵ اردیبهشت سال ۸۶، بر اساس مطالعات طرح جامع حمل و نقل و ترافیک شهر کرمانشاه به‌عنوان مطالعه بالادستی قطار شهری طرح متروی کرمانشاه مورد تأیید قرار گرفت.
با این حال در ۲۶ شهریور سال ۸۸ و در زمان استانداری دادوش هاشمی، کمیته فنی شورای عالی ترافیک کشور با حمایت محمود احمدی‌نژاد، به دلایلی که آن‌ها را «تفکر مهندسی و اصلاح الگوی مصرف» اعلام کرد پروژهٔ متروی کرمانشاه را به پروژهٔ مونوریل کرمانشاه تبدیل کرد و ادعا شد که هزینه و بودجه اجرای قطار شهری کرمانشاه به نصف کاهش یافته‌است.

### خط یک قطار شهری کرمانشاه
مطالعات فاز مقدماتی خط یک قطار شهری کرمانشاه توسط شرکت مشاور مترو انجام گرفت و کریدور خط یک از طاق‌بستان تا میدان فردوسی در مسیر طاق‌بستان، شهید شیرودی، پل ولایت، میدان آزادی، مدرس و میدان فردوسی، در جلسه شصت و هفتم شورای عالی ترافیک شهرهای کشور به تصویب رسید. مسیر اجرای این خط به صورت مونوریل به طول ۱۳ کیلومتر و دوخطه است که شامل ۱۲ ایستگاه و دو توقفگاه و پارکینگ می‌شود.
برنامه اجرایی احداث خط یک متروی کرمانشاه از اواخر سال ۱۳۹۰ و اوایل ۱۳۹۱ طی قراردادی به مبلغ اولیه ۲۱۵ میلیون یورو و مدت زمان اجرایی ۴۲ ماه آغاز و پیش‌بینی شد تا سال ۱۳۹۳ اولین فاز آن به بهره‌برداری برسد. این پروژه شامل ۱۲ ایستگاه است و شمال و جنوب کریدور اصلی شهر یعنی، میدان فردوسی را به میدان طاق‌بستان متصل می‌کند. طبق طرح اولیه، قرار است با توجه به داشتن ۴ واگن با ظرفیت ۲۰۰ نفر، ۸۰۰ نفر در هر قطار جابه‌جا شوند، ولی مونوریل کرمانشاه در افق ۱۴۰۰ شمسی بتواند ۱۴ هزار و ۲۰۰ نفر را جابه‌جا کند و در افق ۱۴۱۰، قابلیت انتقال ۱۶ هزار و ۲۰۰ مسافر در هر جهت و در هر ساعت را داشته باشد.

### جایگزینی مجدد منوریل با مترو
در سفر سیدعلی خامنه‌ای، رهبر جمهوری اسلامی ایران به کرمانشاه در ۲۰ مهر ۱۳۹۰، با اعتراض کارشناسان ترافیک و نیز نمایندگان شهر، مصوب شد که برای کاهش بار ترافیکی در خیابان‌های کرمانشاه، بار دیگر پروژهٔ مترو جایگزین مونوریل شود. با این حال از آنجا که عملیات ساخت و نصب ستون‌ها آغاز شده و تا حدی پیش رفته بود، نمایندگان از حفظ این بخش دفاع کرده و به این ترتیب شبکهٔ حمل و نقل ریلی کرمانشاه دوپاره شد. از این زمان بنا شد ستون‌ها حفظ شده و از میدان طاق بستان تا چهار راه بسیج به صورت منوریل و با ارتفاع از زمین، و از آنجا تا میدان فردوسی به صورت مترو و زیرزمینی اجرا شود.

### قطار سبک شهری به جای منوریل
با روی کار آمدن دولت حسن روحانی، وضعیت پروژه به صورت جدیدی درآمد. مجتبی نیک‌کردار معاون عمرانی استانداری کرمانشاه از تصویب جایگزینی قطار سبک شهری (L.R.T) به جای مونوریل در شورای ترافیک استان خبر داد و وعده داد ظرف چند ماه آینده مجوزهای مربوط در این زمینه را از شورای عالی ترافیک کشور دریافت کند. به این ترتیب طرح منوریل این بار به قطار سبک شهری تبدیل شد.
مطابق با قرار اولیه در ابتدای پروژه قرار بود شرکت تام ایران‌خودرو با ۱۱۴ میلیارد تومان و ۱۳۹ میلیون یورو این پروژه را اجرایی کند، با این وجود به گفتۀ رییس سازمان حمل و نقل ریلی شهرداری کرمانشاه به دنبال تغییر پروژه از منوریل و مترو به قطار سبک شهری، شرکت تام ایران‌خودرو پس از انجام عرشه‌گذاری و از سال ۱۳۹۳ از پروژۀ قطار شهری کرمانشاه خارج شد.

### مطرح شدن ضرورت ساخت خط دوم
در ۱۴ دی ۱۴۰۳ منوچهر حبیبی استاندار کرمانشاه در بازدید از پروژۀ تونل خط یک متروی کرمانشاه اعلام کرد با توجه به افزایش جمعیت شهرک‌های حومۀ شرق و غرب کرمانشاه، نیاز به انجام مطالعات برای ساخت خط دوم متروی کرمانشاه در محور شرق به غرب شهر احساس می‌شود.

## وضعیت کنونی پروژه
در حال حاضر مطابق با آخرین تغییرات در طرح، قرار است این پروژه با تکنولوژی قطار سبک شهری، در فاز اول به طول هشت کیلومتر انجام شود که ۶/۵ کیلومتر آن از میدان طاق بستان تا سه‌راه ۲۲ بهمن به صورت روگذر و ۱/۵ کیلومتر آن از سه‌راه ۲۲ بهمن تا میدان آزادی به صورت زیرزمینی خواهد بود.
روز ۱۸ بهمن ۱۳۹۶، تونل فاز اول پروژه بازگشایی شد و معاون عمرانی استاندار کرمانشاه گفت این تونل اوایل سال ۹۷ ریل‌گذاری می‌شود و در حال حاضر از شهرک کارمندان تا سه راه ۲۲ بهمن عرشه نصب شده و برای روسازی و ریل‌گذاری آماده است و عملیات اجرایی اولین ایستگاه روزمینی قطار شهری نیز به زودی شروع می‌شود.

### اختصاص بودجه
ریاست وقت سازمان قطار شهری کرمانشاه (حمل و نقل ریلی) از تخصیص اعتبار به این پروژه ناراضی است. به گفتهٔ وی قطار شهری کرمانشاه در حال حاضر به بودجه سالانه ۲۰۰ تا ۳۰۰ میلیارد تومان نیاز دارد تا بتوان در پایان دولت یازدهم شاهد بهره‌برداری از فاز اول آن بود. وی می‌گوید در شرایطی که سایر کلانشهرها مانند تبریز یا اهواز سه برابر بودجه قطار شهری کرمانشاه اعتبار دریافت می‌کنند که خط‌های دوم و سوم قطار شهری در این کلان‌شهرها در حال احداث است و حال آنکه کرمانشاه تنها همین یک خط را دارد. وی مبلغ اختصاص داده شده به قطار شهری کرمانشاه در لایحه بودجه دولت را نوعی دهن کجی به کرمانشاه دانست و از نمایندگان خواست تا در بررسی لایحه بودجه از حق کرمانشاه دفاع کنند.

### توقف پروژه
- در آذر ۱۳۹۸ اعلام شد که ستون‌های منوریل بلااستفاده بوده و ساخت پروژه متوقف شده‌است.[۱۲]

 با این حال فرماندار کرمانشاه در ۲۷ بهمن ۱۳۹۸ اعلام کرد کار ساخت تونل در قطعۀ سه‌راه ۲۲ بهمن تا چهارراه بسیج به اتمام رسیده، اما در قطعۀ‌ میدان آزادی تا سه‌راه نواب با مشکل تأمین اعتبار مواجهیم و همچنین در قطعۀ‌ شمالی نیز به‌واسطۀ مشکلاتی که در رابطه با میراث فرهنگی وجود دارد،‌ عملیات ساخت متوقف شده‌است. وی گفت نمی‌توان زمان و تاریخ دقیقی برای بهره‌برداری از قطار شهری کرمانشاه اعلام کرد.

### وضعیت بودجه در ۱۳۹۸
- هوشنگ بازوند استاندار کرمانشاه در نشست مشترک شورای برنامه‌ریزی استان و ستاد اقتصاد مقاومتی در تاریخ ۲۷ بهمن ۱۳۹۸ اعتبار لازم برای تکمیل فاز نخست پروژۀ قطار شهری کرمانشاه را ۷۰۰ میلیارد تومان اعلام کرد. حمید پورمحمدی معاون اقتصادی سازمان برنامه و بودجه نیز این رقم را ۷۵۰ میلیارد تومان اعلام کرد و در این نشست وعده داد که فاز نخست قطار شهری کرمانشاه در صورت تأمین اعتبار ۷۵۰ میلیارد تومانی، با مشارکت سازمان برنامه بودجه و بانک سپه تا پایان سال ۱۳۹۹ به اتمام برسد. به گفتۀ‌ وی شهرداری کرمانشاه برای پرداخت ۳۵۰ میلیارد تومان آن اعلام آمادگی کرده و در سازمان برنامه و بودجه نیز ۲۵۰ میلیون تومان به این پروژه اختصاص داده شده و مابقی اعتبار موردنیاز نیز مشروط به اتمام فاز یک پروژه در پایان سال ۱۳۹۹ از جانب بانک تأمین می‌شود.[۱۵]

### وضعیت پروژه در ۱۳۹۹
- مهدی غلامرضایی معاون اجرایی سازمان حمل و نقل ریلی کرمانشاه در مرداد ۱۳۹۹ میزان پیشرفت عمومی فاز اول پروژۀ قطار شهری کرمانشاه را ۳۳ درصد اعلام کرد. به گفتۀ‌ او از مسیر ۸/۶ کیلومتر فاز اول پروژه، ۷ کیلومتر به صورت روگذر است که ۹۵ درصد پیشرفت فیزیکی داشته و ۱/۶ کیلومتر نیز به صورت زیرگذر از درون تونل است که ۹۶ درصد پیشرفت داشته است. اما کارهای مربوط به زیرسازی،‌ روسازی و ریل‌گذاری انجام‌نشده باقی مانده‌است. او دربارۀ ساخت ایستگاه‌های قطار شهری کرمانشاه نیز گفت که در کل مسیر متشکل از فاز اول و دوم ۱۳ ایستگاه پیش‌بینی شده که ۶ ایستگاه زیرزمینی و ۷ ایستگاه روزمینی خواهد بود. برنامۀ پروژه بدین صورت است که ساخت دو ایستگاه اول و آخر مسیر فاز اول در اولویت است تا قطار بین این دو ایستگاه به حرکت درآید و بقیۀ‌ ایستگاه‌ها نیز به مرور ساخته خواهد شد. بنابراین ساخت ایستگاه میدان آزادی (M8) به عنوان بزرگترین ایستگاه مسیر آغاز شده و ۲۸ درصد پیشرفت داشته است. معاون اجرایی سازمان حمل و نقل ریلی کرمانشاه همچنین اعلام کرد که عملیات حفر تونل فاز دوم قطار شهری کرمانشاه نیز آغاز شده و تونل این بخش از مجموعه با ۴۱ درصد پیشرفت فیزیکی به محل مسجد جامع کرمانشاه رسیده است.[۱۶]

علاوه بر این به گفتۀ‌ احسان مهرابی معاون فنی سازمان حمل و نقل ریلی کرمانشاه در سال ۱۳۹۹ مشکل تأمین اعتبار برای پروژۀ قطار شهری وجود نداشته و برای نخستین بار بیشترین اعتبار در میان کلانشهرها به میزان ۷۰ میلیارد تومان برای پروژۀ قطار شهری کرمانشاه تعیین شده که تا ماه مرداد ۵۰ درصد آن تخصیص شده است. همچنین حق انتشار ۱۵۰ میلیارد تومان اوراق مشارکت در سال ۱۳۹۹ برای این پروژه اخذ شده و مصوبه‌ای نیز توسط معاون سازمان برنامه و بودجه برای دریافت تسهیلات ۲۲۰ میلیارد تومانی از دو بانک سپه و رفاه صادر شده‌است.

### وضعیت پروژه در ۱۴۰۱
- در ۱۷ تیر ۱۴۰۱ اعلام شد که در حین عملیات حفر تونل در عمق ۲۹ متری زمین به دلیل برخورد با زون ناپایدار، سقف تونل قطار شهری کرمانشاه در بافت قدیم و حوالی مسجد جامع دچار ریزش شده که به دنبال آن بخشی از خیابان مدرس حدفاصل میدان آزادی تا سه‌راه نواب مسدود و عبور و مرور خودروها موقتاً به مسیرهای دیگری منتقل شد.[۱۷]

- در مرداد ۱۴۰۱ معاون عمرانی شهردار و رئیس سازمان حمل و نقل ریلی شهرداری کرمانشاه وعده داد که پروژۀ قطار شهری کرمانشاه تا سال ۱۴۱۰ تکمیل می‌شود. به گفتۀ وی این پروژه به پنج پیمانکار واگذار شده که از آن میان سه پیمانکار با تمام ظرفیت و یکی با نصف ظرفیت مشغول کار است و فعالیت دیگری نیز رو به اتمام و در مرحلۀ تحویل نهایی است.[۲۰]

- در آبان ۱۴۰۱ رییس شورای شهر کرمانشاه اذعان کرد که تمرکز بر روی محدودۀ فاز اول قطار شهری کار اشتباهی بوده و با توجه به اینکه عمدۀ‌ ترافیک شهر کرمانشاه مربوط به قطعۀ فاز دوم (از میدان آزادی تا میدان فردوسی) است،‌ می‌باید ابتدا به این قطعه پرداخته می‌شد. او هم‌چنین اذعان کرد که فاز اول قطار شهری کرمانشاه نیز به دلیل انتقال ایستگاه ابتدایی پروژه به خیابان دوم کارمندان به شکست خواهد انجامید، چراکه تمرکز مسافر و جمعیت در سه‌راه مسکن است و ایستگاه ابتدایی فاز اول فاقد مسافر خواهد بود.[۲۱]

- در آذر ۱۴۰۱ عضو شورای شهر کرمانشاه ضمن اعتراف به اشتباه بودن تعیین منوریل به عنوان سامانۀ‌حمل و نقل ریلی کرمانشاه، ادامۀ این پروژه را نیز اشتباه دانست و اذعان کرد که حتی تمرکز بر اتمام فاز اول این پروژه که فاصلۀ سه‌راه کارمندان تا میدان آزادی را شامل می‌شود و ترافیک چندانی ندارد نیز اشتباه است و می‌بایست از ابتدا بر روی فاز دوم که به محدودۀ پرترافیک میدان آزادی تا فردوسی مربوط است تمرکز می‌شد. او پیشنهاد کرد ستون‌های مربوط به فاز اول برچیده شده و انجام پروژه بر فاز دوم متمرکز شود.[۲۲]

- در بهمن ۱۴۰۱ مدیرعامل سازمان حمل و نقل ریلی شهرداری کرمانشاه از آغاز ریل‌گذاری در محدودۀ فاز یک قطار شهری کرمانشاه از ابتدای بهمن‌ماه خبر داد و اعلام کرد که  هر دو ماه، یک کیلومتر از مسیر پروژه ریل‌گذاری خواهد شد.[۲۳]

### وضعیت پروژه در ۱۴۰۲
- در ۱۶ خرداد ۱۴۰۲ استاندار کرمانشاه قطار شهری کرمانشاه را میراثی از مدیریت پیشین استان دانست که اکنون دیگر امکان حذف آن و یا اجرای پروژه‌ای دیگر به جای آن وجود ندارد. او تصمیم درست و منطقی را سرعت بخشیدن به اجرای فاز دوم پروژه که بخش زیرزمینی آن است عنوان کرد و در رابطه با تأمین مالی آن نیز وعده داد که بدهی‌های شهرداری کرمانشاه از دستگاه‌های دولتی به شرط تدوین نقشۀ راه هزینه‌کرد آن در پروژۀ قطار شهری توسط یک کارگروه وصول شود.[۲۴]

- در ۱۷ خرداد ۱۴۰۲ رییس سازمان حمل و نقل ریلی شهرداری کرمانشاه و همچنین شهردار کرمانشاه در جریان نشست استاندار با مسئولان شهرداری و اعضای شورای شهر کرمانشاه پیرامون مشکلات پروژۀ قطار شهری از پیشرفت ۱۰ درصدی ریل‌گذاری فاز اول پروژۀ قطار شهری کرمانشاه به میزان ۱/۵ کیلومتر از مسیر پروژه خبر دادند. به گفتۀ این دو مسئول، فاز دوم پروژه نیز در مجموع ۶۳ درصد پیشرفت داشته که طی آن عملیات حفر تونل حدفاصل سه‌راه بیست و دوم بهمن تا میدان آزادی با صرف هزینۀ ۵۴ میلیارد تومان به اتمام رسیده و تونل تا فاصلۀ ۱۴۰ متری چهارراه اجاق پیش رفته‌است.[۸]

 همچنین ساخت دو ایستگاه در چهارراه بسیج و میدان آزادی به مساحت‌های ۱۵ هزار و ۱۸۵۰۰ متر مربع نیز در دستور کار سازمان حمل و نقل ریلی قرار گرفته که برای آن‌ها به ترتیب به ۵۸ و ۴۳ میلیارد تومان اعتبار نیاز است.
- در ۲۱ خرداد ۱۴۰۲ شهردار کرمانشاه اعلام کرد که از سال ۱۳۹۰ تا ۱۳۹۸ اعتباری به پروژۀ قطار شهری کرمانشاه اختصاص داده نشده و در سال ۱۳۹۸ نیز تنها ۱۴۰ میلیارد تومان به پروژه تزریق شده‌است. به گفتۀ وی در سفر هیأت دولت به کرمانشاه ۱۲۰۰ میلیارد تومان اعتبار برای این پروژه در نظر گرفته شده که قرار است طی سه سال به آن تزریق شود و سال گذشته بخش اول ‌آن دریافت شده‌است. وی وعده داد که در صورت اختصاص به موقع این اعتبار می‌توان فاز اول پروژه را تا ۲ سال و نیم دیگر افتتاح کرد.[۲۶]

- در ۳۰ خرداد ۱۴۰۲ روزنامۀ میلکان چاپ کرمانشاه از برخورد تونل متروی کرمانشاه با رگه‌های آب زیرزمینی، چشمه‌ها، قنات‌ها و چاهِ خانه‌های قدیمی خبر داد و هشدار داد که این امر می‌تواند ساختمان‌های واقع در مسیر تونل و آثار تاریخی را با مخاطراتی روبه‌رو سازد.[۲۷]

- در ۱۱ مرداد ۱۴۰۲ ؛ نادر نوروزی ، شهردار کرمانشاه اعلام کرد: چنانچه بودجه مورد نیاز پروژه به موقع تزریق شود به لحاظ فنی فاز اول این پروژه تا ۲ سال آینده(اواخر سال ۱۴۰۳) راه‌اندازی خواهد شد. وی پیشرفت فیزیکی فاز اول این پروژه از طاق‌بستان تا میدان آزادی را ۴۰ درصد اعلام کرد و افزود: پروژه قطار شهری کرمانشاه در حال حاضر فعال است و بودجه آن نیز تا کنون  تامین شده و برای ادامه کار هم توافقات لازم با وزارت کشور انجام شده است.[۲۸]

- در ۱۶ بهمن ۱۴۰۲، مهدی غلامرضایی، مدیرعامل سازمان حمل و نقل ریلی شهرداری کرمانشاه اعتبار لازم برای افتتاح فاز اول پروژه قطار شهری کرمانشاه را ۳۵۰۰ میلیارد تومان اعلام و تصریح کرد: در صورت تامین اعتبار فاز اول پروژه سال ۱۴۰۴ به بهره‌برداری می‌رسد.

غلامرضایی گفت: از این میزان اعتبار ۱۲۰۰ میلیارد تومان آن از محل اوراق مشارکت است و واگن هم توسط دولت خریداری می‌شود. مابقی آن یعنی ۲۳۰۰ میلیارد تومان دیگر را هم قرار است از محل فروش تجاری ایستگاه‌های پروژه تامین کنیم.

### وضعیت پروژه در ۱۴۰۳
- در ۲۰ شهریور ۱۴۰۳، نادر نوروزی؛ شهردار کرمانشاه، گفت: از سال ۱۴۰۱ تا کنون با توجه به رفع موانع بانکی پروژه قطار شهری کرمانشاه روی ریل پیشرفت قرار گرفته و تا کنون عملیات اجرایی در فاز نخست حدود ۴۸.۵ درصد پیشرفت فیزیکی داشته است.

در تونل منتهی به چهار راه مدرس نیز تا کنون ۹۰۰ متر حفاری انجام شده است و هم اکنون تونل قطعه یک از سه راه ۲۲ بهمن تا میدان آزادی آماده بهره برداری است.
- در ۱۹ آذر ۱۴۰۳ رئیس سازمان حمل و نقل ریلی شهرداری کرمانشاه اعلام کرد فاز اول پروژۀ قطار شهری کرمانشاه با ۳ ایستگاه از سه‌راه مسکن تا میدان آزادی ۵۳ درصد پیشرفت داشته و تا پایان سال ۱۴۰۴ به بهره‌برداری خواهد رسید. وی همچنین اعلام کرد از سال ۱۳۹۸ تا ۱۴۰۳ تأمین مالی این پروژه به میزان ۱۳۷۰ میلیارد تومان از فروش اوراق مشارکت انجام شده است.[۳۱] این در حالی‌ست که حجت‌الله موسوی اجاق عضو شورای شهر کرمانشاه در جلسۀ همان روز ضمن اعتراض به تأمین مالی این پروژه از محل اوراق مشارکت گفت نباید تمام املاک و دارایی‌های شهرداری را که سرمایه مردم است به عنوان تضامین اوراق مشارکت برای پروژه‌ای صرف کرد که به کرمانشاه تحمیل شده و تا ۵۰ سال دیگر هم به نتیجه نمی‌رسد و مشخص نیست چه سرنوشتی خواهد داشت.[۳۲]

- در ۱۴ دی ۱۴۰۳ استاندار کرمانشاه اعلام کرد که بر اساس قول شهردار کرمانشاه فاز اول قطار شهری کرمانشاه به طول ۷ کیلومتر از طاق‌بستان تا سه‌راه ۲۲ بهمن تا پایان سال ۱۴۰۴ راه‌اندازی خواهد شد.[۹]

### وضعیت پروژه در ۱۴۰۴
در ۲۰ فروردین ۱۴۰۴ مدیرعامل سازمان قطار شهری کرمانشاه اعلام کرد حدود ۵/۵ کیلومتر پروژه از ابتدای کارمندان تا سه‌راه ۲۲ بهمن به شکل هوایی و ۲۹۰۰ متر از سه‌راه ۲۲ بهمن تا ابتدای خیابان نواب به شکل زیرزمینی و تونل انجام شده و احداث ایستگاه‌ها نیز در پنج نقطۀ هوایی شامل ابتدای کارمندان، ابتدای فرهنگیان، روبروی پارک شاهد، روبروی بیمارستان طالقانی و سه‌راه ۲۲ بهمن و نیز در دو نقطۀ زیرزمینی شامل میدان بسیج و میدان آزادی در حال انجام است و به‌طور کلی ۷ کارگاه ساخت ایستگاه و ۲ کارگاه ریل‌گذاری و ۱ کارگاه ساخت ساختمان مرکز کنترل (O.C.C) در پشت محوطۀ پارک شاهد در مساحت ۷۷۰۰ متر زیربنا در دو طبقه در حال انجام عملیات ساخت قطار شهری کرمانشاه هستند و فاز اول پروژه (از ابتدای کارمندان تا میدان آزادی) ۶۰ درصد پیشرفت داشته و در صورت تأمین منابع مالی به میزان ۲۵۰۰ میلیارد تومان و واگن‌های مورد نیاز به میزان ۲۱ رام و ۸۴ واگن و انرژی برق به میزان ۲۰ مگاوات، تا پایان امسال افتتاح خواهد شد.
در جریان سفر مسعود پزشکیان رئیس جمهور ایران به کرمانشاه در ۲۴ و ۲۵ اردیبهشت ۱۴۰۴ برای تکمیل فاز اول پروژه ۳۵۰۰ میلیارد تومان درخواست اعتبار شد، که با ۲۶۰۰ میلیارد تومان آن در قالب اوراق مشارکت برای سال‌های ۱۴۰۴ و ۱۴۰۵ موافقت شد و مدیرعامل سازمان قطار شهری کرمانشاه وعده داد با تخصیص این اعتبار و در صورت تأمین ناوگان و برق پروژه «تا پایان امسال اتفاقات خوبی در پیشرفت پروژه قطار رخ دهد.»

## مسئلهٔ آسیب به میراث فرهنگی

### شکارگاه خسروپرویز
مسیر عبور قطار شهری کرمانشاه از درون شکارگاه خسروپرویز در نزدیکی طاق‌بستان در شمال شهر کرمانشاه می‌گذرد. کاوش‌های باستانشناسی در محوطهٔ این شکارگاه نشان داده‌است که شهری باستانی مربوط به دوران اشکانی در این محوطه قرار دارد که بعدها در دوران ساسانیان از دیوارهای آن برای شکارگاه استفاده‌شده‌است. اهمیت تاریخی این محوطه «بیش از حد تصور» عنوان شده‌است. عبور قطار شهری از محوطهٔ شکارگاه آسیب جبران‌ناپذیری بدان می‌زند و باستان‌شناسان نسبت به عواقب آن هشدار داده و با آن مخالفت کرده‌اند.
سازمان حمل و نقل ریلی کرمانشاه در مرداد ۱۳۹۹ اعلام کرد که برای عبور قطار شهری به محدودۀ آن سوی تپۀ مرادحاصل چهار مسیر به سازمان میراث فرهنگی پیشنهاد کرده است. این چهار مسیر عبارتند از عبور قطار شهری به صورت روگذر و در ارتفاع، هم‌سطح با بلوار طاق‌بستان، به صورت تونل زیرزمینی، و مسیر چهارم نیز این‌طور تعریف شده که قبل از محل شکارگاه تغییر مسیر داده و به انتهای شهرک کارمندان رسیده و در آنجا به شهرک ظفر متصل شود. انتخاب یکی از این مسیرها به توافق میان میراث فرهنگی و سازمان حمل و نقل ریلی بستگی دارد.

## ایستگاه‌ها

ایستگاه قطار شهری میدان آزادی (گاراژ) در حال ساخت، اردیبهشت ۱۴۰۰.

خط ۱ متروی کرمانشاه جمعاً ۱۳ ایستگاه دارد که به قرار زیر است:
| شماره | نام                               | محل                               | وضعیت   | بازگشایی |
| ----- | --------------------------------- | --------------------------------- | ------- | -------- |
| ۱     | ایستگاه میدان معلم (M1)           | سه‌راه مسکن                        | غیرفعال |          |
| ۲     | ایستگاه کارمندان (M2)             | ورودی شهرک کارمندان               | غیرفعال |          |
| ۳     | ایستگاه پارک فدک (M3)             | ورودی شهرک فرهنگیان               | غیرفعال |          |
| ۴     | ایستگاه پارک شاهد (M4)            | لب آب، پارک شاهد                  | غیرفعال |          |
| ۵     | ایستگاه سی متری دوم (M5)          | ورودی خیابان سی‌متری دوم           | غیرفعال |          |
| ۶     | ایستگاه سه‌راه ۲۲ بهمن (M6)        | ورودی باغ نی، ورودی خیابان نوبهار | غیرفعال |          |
| ۷     | ایستگاه چهارراه بسیج (M7)         | چهارراه بسیج                      | غیرفعال |          |
| ۸     | ایستگاه میدان آزادی (M8)          | گاراژ، میدان آزادی                | غیرفعال |          |
| ۹     | ایستگاه بازار (M9)                | راسته‌بازار، سه‌راه نواب            | غیرفعال |          |
| ۱۰    | ایستگاه چهارراه مدرس (M10)        | چهارراه اجاق                      | غیرفعال |          |
| ۱۱    | ایستگاه میدان انقلاب اسلامی (M11) | میدان شهرداری سابق (اجلالیه)      | غیرفعال |          |
| ۱۲    | ایستگاه خیابان شورا (M12)         | میدان مصدق، ورودی خیابان شورا     | غیرفعال |          |
| ۱۳    | ایستگاه میدان فردوسی (M13)        | میدان فردوسی                      | غیرفعال |          |